# The Walking Dead: Survival Instinct
Pour les articles homonymes, voir The Walking Dead.
The Walking Dead: Survival Instinct est un jeu vidéo développé par la société américaine Terminal Reality et édité par Activision, disponible le 19 mars 2013 aux États-Unis et le 22 mars 2013 en France. Il est sorti sur trois consoles de salon, soit la Xbox 360, la PlayStation 3 et la Wii U, ainsi que sur PC. Il s'agit d'un jeu de tir en vue subjective et d'aventure orienté survie.

## Histoire
L'histoire est inspirée de la série The Walking Dead. Elle raconte les péripéties des frères Daryl et Merle Dixon, personnages également présents dans la série télévisée, pour rejoindre Atlanta. Le but est de se montrer le plus discret possible afin d'éviter les affrontements avec les rôdeurs, qui sont très coriaces.

## Système de jeu
Le joueur incarne Daryl Dixon ; il a souvent le choix entre combattre les rôdeurs ou se faufiler furtivement entre eux.
Durant son voyage, il rencontre d'autres survivants, qu'il peut choisir d'aider ou les abandonner. Daryl doit faire attention à la quantité de carburant, de munitions et de nourriture qu'il possède, ainsi qu'au nombre de personnes qu'il intègre dans son groupe : plus il a de monde, plus les réserves s’épuisent vite mais les compagnons peuvent se révéler de précieux atouts pour survivre.
Quand il se déplace, il peut soit choisir de prendre l'autoroute et ainsi d'économiser du carburant, soit les petites routes, où il pourra visiter de nombreux villages et ainsi faire le plein en carburant, nourriture, etc.

## Accueil
Contrairement au jeu vidéo The Walking Dead (tiré de la même série), celui-ci a été très mal reçu par la critique, tant par les journalistes que par le public, avec une moyenne de 32⁄100 pour Xbox 360, 35⁄100 pour PS3 et 39⁄100 pour PC, Metacritic établissant une moyenne générale basée sur les notes de plusieurs sites anglophones.
| Site             | Journalistes                   | Utilisateurs     |
| ---------------- | ------------------------------ | ---------------- |
| Metacritic       | de 32 à 39/100 (selon support) | 2,6/5 (186 avis) |
| Gameblog         | 1/5                            | 1,5/5 (3 avis)   |
| Lesnumériques.fr | 1/5                            | 2/5 (1 avis)     |
| Jeuxvideo.com    | 6/20                           | 9/20 (74 avis)   |
| Gamekult         | 2/10                           | 6/10 (6 avis)    |